# ブルー・ジュース
『ブルー・ジュース』（Blue Juice）は1995年のイギリスの映画。
危険なビーチでのサーフィンに挑む若者たちを描いた青春映画。
主演はショーン・パートウィー、キャサリン・ゼタ＝ジョーンズ。

## ストーリー
イギリス、コーンウォール。
JC（ショーン・パートウィー）は、幼なじみのディーン（ユアン・マクレガー）やジュシュ（スティーヴン・マッキントッシュ）らとサーフィンに打ち込む青春の日々を送っていた。
しかし、JCの恋人クロエ（キャサリン・ゼタ＝ジョーンズ）は、喫茶店を開いて安定した生活を送りたいと望み、サーファー仲間と距離を置くよう望んでいた。
ある日、ビーチで開かれたパーティで、JCはディーンとかねてより目標としていたボーンヤード（墓場）というビーチの件で口論する。
台風が近づく中、不安をつのらせるクロエを他所に、ディーンはJCとボーンヤードでサーフィンすることを新聞社に売り込む。
しかし、JCはクロエを気にして海へ行かず、新聞記者に無謀と責められたディーンは、一人でボーンヤードへ向かう。
ディーンが気になるJCは結局海へ向かい、命懸けでディーンを救うが、クロエに別れを告げられてしまう。

## キャスト
- JC - ショーン・パートウィー
- クロエ - キャサリン・ゼタ＝ジョーンズ
- ディーン - ユアン・マクレガー
- ジュシュ - スティーヴン・マッキントッシュ
- テリー - ピーター・ガン

## 関連商品
- 日本ではVHSが1997年5月16日にポニーキャニオンより発売された[2]。
- その後、DVDが『キャサリン・ゼタ＝ジョーンズのブルー・ジュース』というタイトルで、2002年1月23日に発売された。発売元:ワーナーヴィジョン・ジャパン、販売元:ワーナーミュージック・ジャパン[3]。